# Adolphe Muzito
Adolphe Muzito (Gungu, 12 de fevereiro de 1957) é um político quinxassa-congolês, primeiro-ministro do seu país de 2008 a 2012. Muzito, um membro do Partido Unificado Lumumbista (Palu), anteriormente era Ministro do Orçamento do Primeiro Ministro Antoine Gizenga de 2007 a 2008.